# Cerro de los Batallones (yacimiento)
Los yacimientos paleontológicos del Cerro de los Batallones se encuentran localizados en el cerro homónimo, situado en la localidad madrileña de Torrejón de Velasco (España). Se han descubierto diez yacimientos fosilíferos en los que predominan los restos de vertebrados, estando menos representados invertebrados y plantas. Con unos nueve millones de años de antigüedad, se ubican geológicamente en el Vallesiense Superior (Mioceno Superior).
El conjunto de yacimientos está declarado Bien de Interés Cultural en la categoría «Zona paleontológica» desde el 21 de agosto de 2001, con el número de registro RI-55-0000649. En 2022 fue considerado por la National Geographic Society como uno de los 17 yacimientos paleontológicos más importantes de la península ibérica.

## Descubrimiento
El primer yacimiento descubierto se produjo de forma fortuita en julio de 1991 cuando la empresa TOLSA realizaba unas prospecciones de sepiolita en el Cerro de los Batallones. Dichas prospecciones expusieron al exterior una gran concentración de fósiles asociados a sedimentos arcillosos de color verde. En ese mes, un conjunto de paleontólogos del Museo Nacional de Ciencias Naturales de Madrid realizó una búsqueda del nivel in situ de los fósiles, comenzando una excavación paleontológica.

## Geología
El Cerro de los Batallones es un cerro testigo, formado sobre carbonatos silicificados y localizado entre el Valle del Jarama y la Depresión Prados-Guatén, en el término municipal de Torrejón de Velasco, al sur de la Comunidad de Madrid. Se encuentra basculado hacia el sureste (N20-30° E y buzamiento inferior a los 10-12º SE) asociado a la deformación conocida como Sinclinal de Los Gózquez - Valle de Las Cuevas, donde se ubica en su flanco occidental.

## Yacimientos paleontológicos
Actualmente se conocen 10 yacimientos paleontológicos de vertebrados dispersos por la geografía del cerro, estando algunos de ellos aún en proceso de excavación y otros ya finalizados. Todos se encuentran en el techo de la Unidad Intermedia Miocena (Vallesiense), aunque en diferentes niveles estratigráficos. Se pueden dividir los yacimientos en dos tipos: los situados a una gran profundidad respecto al nivel actual del cerro (unos 6-7 metros) y los situados más cerca de la superficie. Los primeros suelen tener una morfología campaniforme con gran abundancia de carnívoros, mientras que los segundos poseen forma de copa y presentan gran cantidad de herbívoros de gran tamaño, como pueden ser jirafas, mastodontes y rinocerontes, además de roedores.

## Paleofauna
A continuación, una lista de géneros fósiles destacables del Cerro de los Batallones.

### Artiodactyla
- †Microstonyx
- †Boselaphine antelopes
- †Decennatherium rex
- †Micromeryx flourensianus

### Carnivora

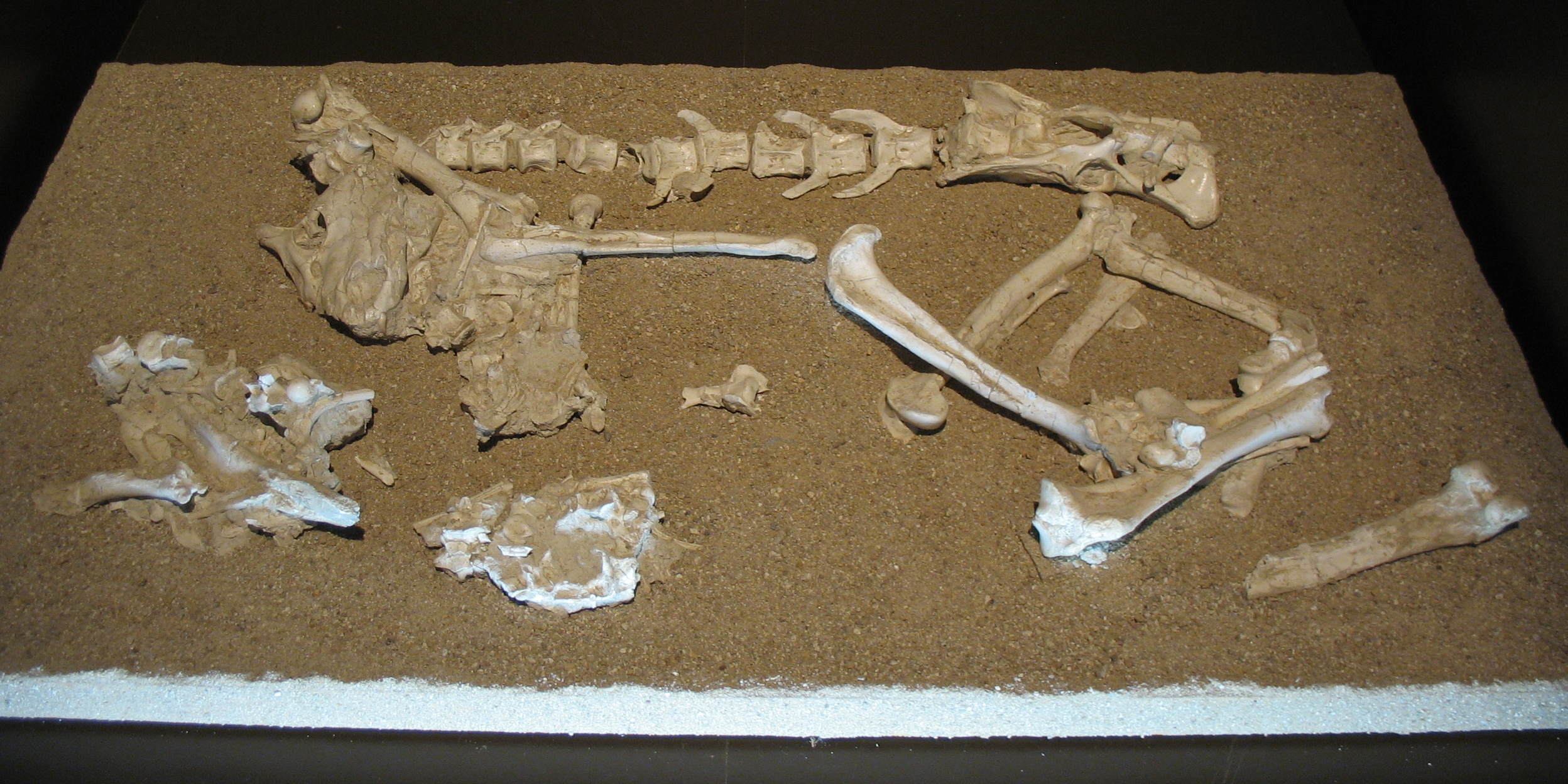
Cráneo y esqueleto parcial de Machairodus aphanistus (Batallones 1).

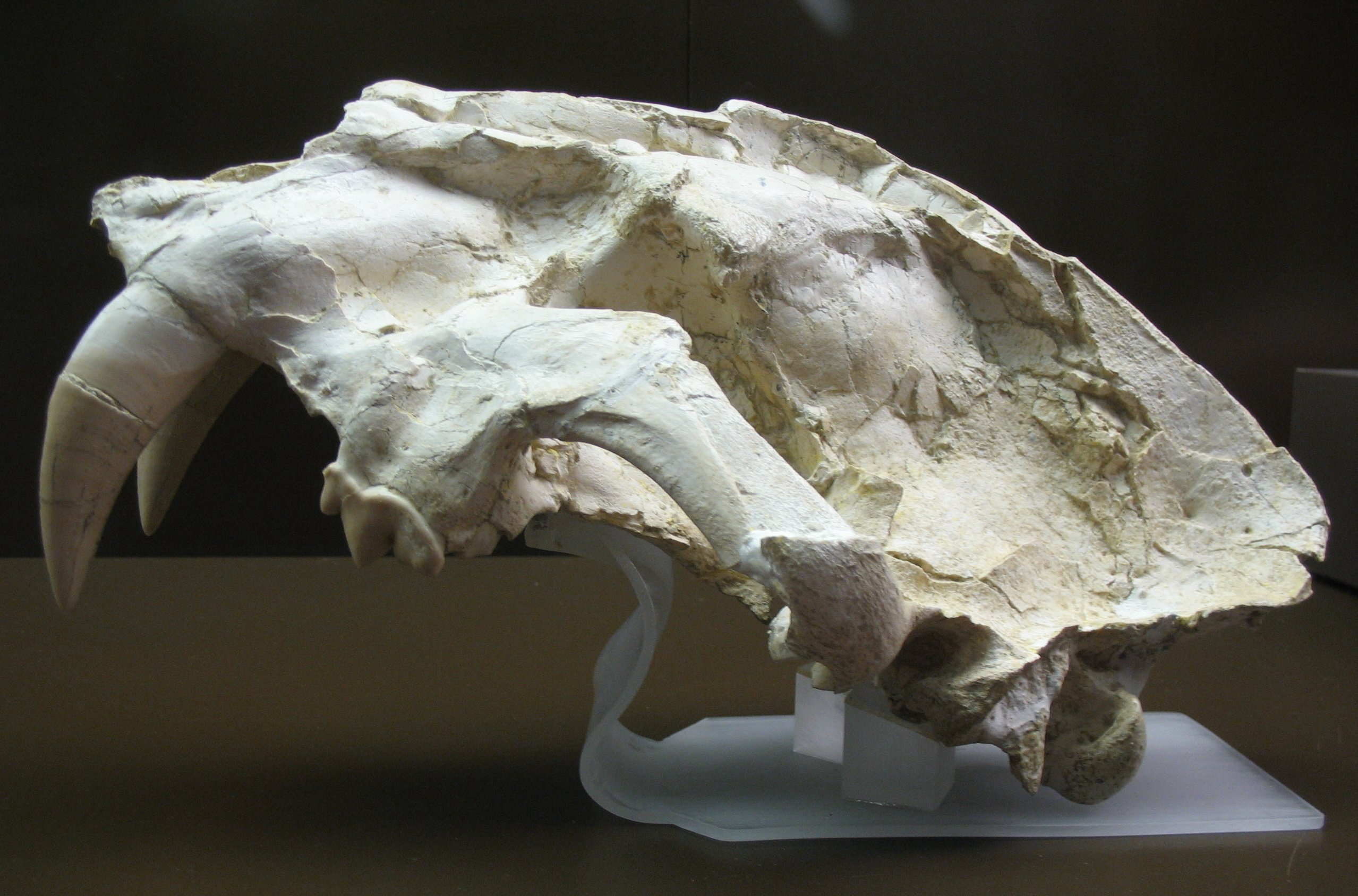
Cráneo de un tigre dientes de sable: Machairodus aphanistus.

- †Amphicyon major
- †Eomellivora piveteaui
- †Indarctos arctoides
- †Leptofelis vallesiensis
- †Machairodus aphanistus & M. alberdiae
- †Magericyon anceps & M. castellanus
- †Promegantereon ogygia
- †Protictitherium crassum
- †Simocyon batalleri

### Perissodactyla
- †Aceratherium incisivum
- †Hippotherium primigenium
- †Hispanotherium matritense

### Proboscidea

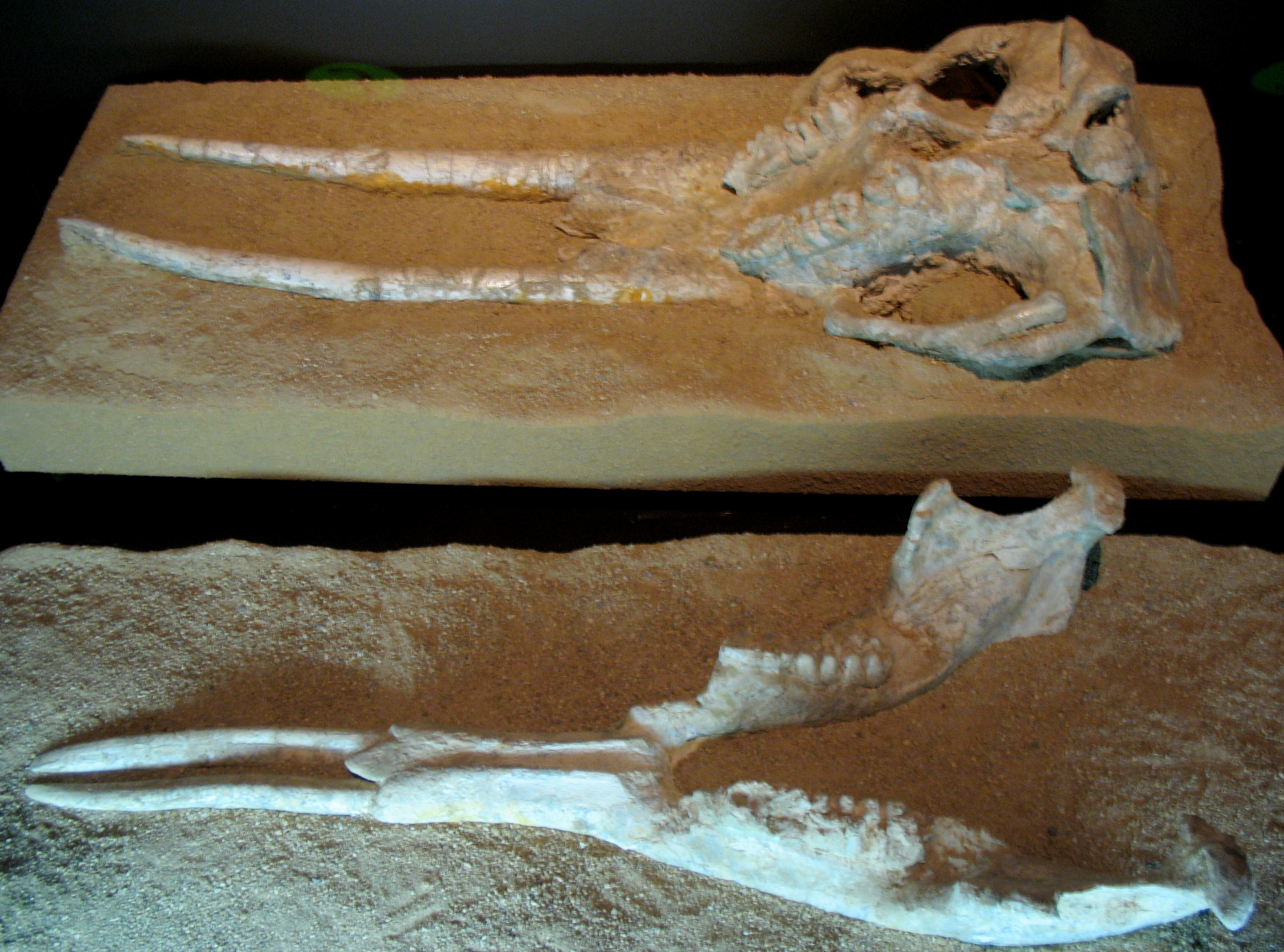
Cráneo y mandíbula del gonfotérido Tetralophodon longirostris (Batallones 2).

- †Tetralophodon longirostris

### Rodentia
- †Hispanomys